# Kuhardt
Kuhardt est une municipalité allemande située dans le land de Rhénanie-Palatinat et l'arrondissement de Germersheim.